# Grande Arche
Grande Arche, właśc. Grande Arche de la Fraternité (pol. Wielki Łuk Braterstwa) – pomnik-budynek w biznesowej dzielnicy Paryża – La Défense.

## Opis

Widok na Grande Arche; na pierwszym planie fontanna projektu Ja’akowa Agama

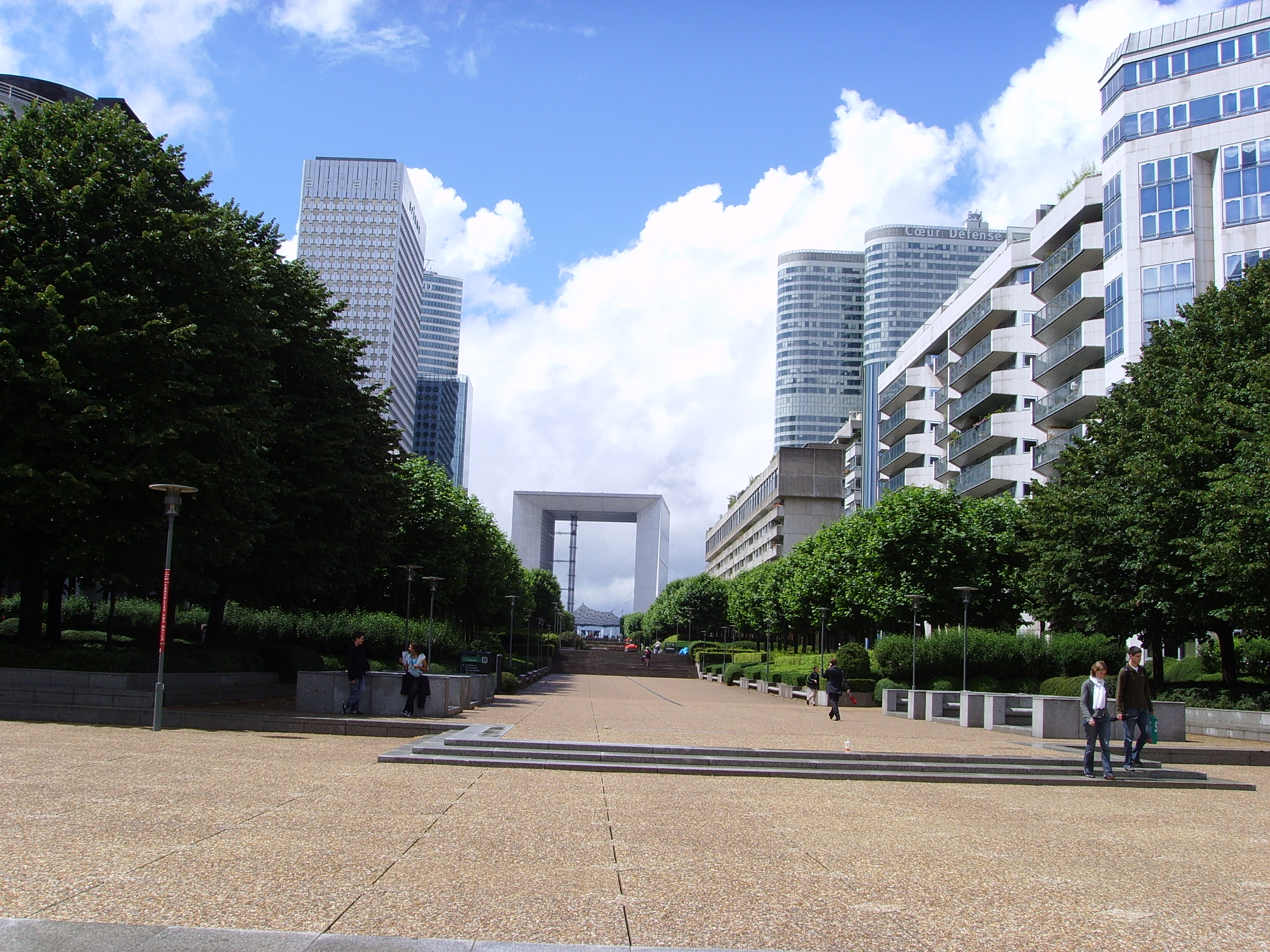
Widok na Grande Arche z głębi ulicy

Powstanie Grande Arche poprzedzał międzynarodowy konkurs na jego projekt, który ogłosił ówczesny prezydent Francji – François Mitterrand. Konkurs wygrał Duńczyk – Johann Otto von Spreckelsen (1929–1987) i on zaprojektował „dwudziestowieczną wersję Łuku Triumfalnego” – tym razem nie dla upamiętnienia zwycięstw nad wrogiem, ale dla uczczenia ludzkości i idei humanitarnych. Grande Arche był budowany w latach 1982–1989. Po śmierci von Spreckelsena w 1987, prace dokończył jego wspólnik – architekt Paul Andreu.
Grande Arche został wykonany z białego marmuru karraryjskiego i jest prawie doskonałym sześcianem (szerokość: 108 m, wysokość: 110 m, głębokość: 112 m), a swym wyglądem przypomina hipersześcian. Znajduje się w jednej linii z Łukiem Triumfalnym (Grand Arche jest odchylony z powodów technicznych o 6,33 stopni od linii ze względu na konieczność dopasowania fundamentów do linii metra, kolei oraz autostrady), oba obiekty łączy szeroka Avenue Charles de Gaulle. Pod Grande Arche mieści się stacja metra i RER (Réseau express régional d’Île-de-France, pl. Regionalna sieć ekspresowa Île-de-France) oraz autostrada.
W Grande Arche znajdują się biura francuskiego Ministerstwa Ekologii, Zrównoważonego Rozwoju i Energii. Do 24 kwietnia 2010 roku możliwy był wyjazd panoramiczną windą na szczyt budowli, gdzie znajdował się taras widokowy, restauracja oraz muzea informatyki i gier komputerowych. 4 kwietnia 2010 miała miejsce awaria windy panoramicznej (odpadł jeden z elementów), która nie pociągnęła za sobą żadnych ofiar. Natychmiast zawieszono użytkowanie wind, a do 24 kwietnia pozwolono zwiedzającym korzystać z wind w kolumnach Łuku. W sierpniu 2010 roku zarządca budynku ogłosił ostateczne zamknięcie dachu dla zwiedzających i likwidację istniejących tam muzeów informatyki, gier komputerowych oraz restauracji. Zwolnione pomieszczenia zostały zaadaptowane na biura.

## Dojazd

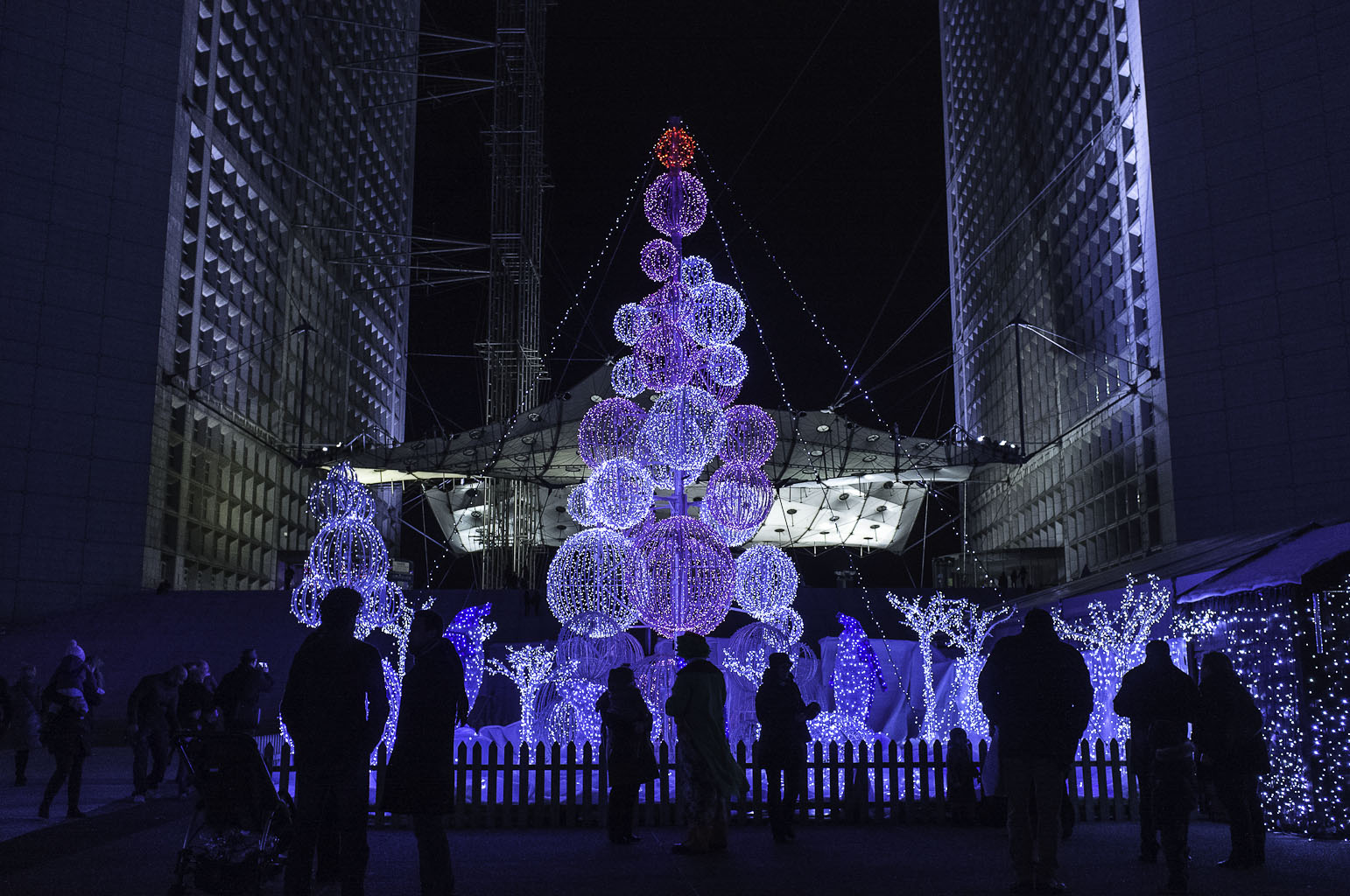
Dekoracja świąteczna Grande Arche

Do Grande Arche można dojechać metrem linii 1  – stacja: La Défense – Grande Arche.